# 2008년 쓰촨 대지진
쓰촨성 대지진(四川省 大地震, 사천성 대지진) 또는 원촨 대지진(汶川 大地震, 문천 대지진)은 2008년 5월 12일 오후 2시 28분(중국 표준시, UTC+8), 중국 쓰촨성(四川省) 지방에서 발생한 리히터 규모 8.0의 큰 지진을 말한다. 미국 지질조사국에서 처음으로 보도했다. 후진타오 주석은 현지에 인민해방군 파병을 지시하였다. 사망자 약 69,000명, 부상자 약 374,000명, 행방불명자 약 18,000명, 재산피해자 누계 약 4,616만명, 붕괴된 가옥 약 216,000동의 피해를 야기했다. 특히 학교 건물의 붕괴로 인해 교사와 학생에게 많은 피해가 발생하였기 때문에 지방 간부의 독직과 부실 공사의 관계가 문제화되었다. 원자바오 총리는 지진 당일에 현지에 들어가 구원활동의 진두지휘를 집행함과 함께, 매스컴에서는 연일 인민해방군들에 의한 구조 활동의 모습이 방영되었다. 또한, 전국에서 자원봉사자가 달려들고 성금도 많이 기부되었다.

## 지진 상세
진원은 청두로부터 북서쪽으로 90 km 떨어진 아바 티베트족·창족 자치주의 원촨 현(汶川县)이었고, 주 진동은 2008년 5월 12일 14:28:01.1 CST (06:28:01.1 UTC)에 발생했다. 지진 규모에 대한 초기 보고는 7.5에서 8.0까지의 범위에 있었고, 주 진동이 있은 후 24시간 동안 지진 규모 5.0에서 6.0까지의 여진이 이어졌다.
청두의 사무실 직원들은 "약 2~3분 동안 계속되는 진동"으로 많은 사람들이 사무실 밖으로 뛰쳐 나갔다고 보고했다.

## 피해
쓰촨성 베이촨 현에서만 5,000명 가까운 사망자가 나왔으며, 두장옌과 떠양, 스팡 등에서도 각각 수백명씩 사망하였다. 청두는 도시 기능이 마비되었고, 베이징과 상하이 등에서도 휴대폰이 불통 되었다. USGS는 "이번 지진은 2007년 9월 인도네시아에서 발생한 리히터 규모 7.8의 강진 이후 가장 강력하다"고 밝혔다.
구출되어 목숨을 건진 10만여 명에 달하는 부상자들도 의약품과 의료 기구 부족으로 인해 제때 치료를 받지 못하고 있는 상황이었으며, 집을 잃고 임시 대피소로 피난해온 이재민들도 식량과 식수 부족, 위생 문제들로 인해 고통을 겪고 있다.

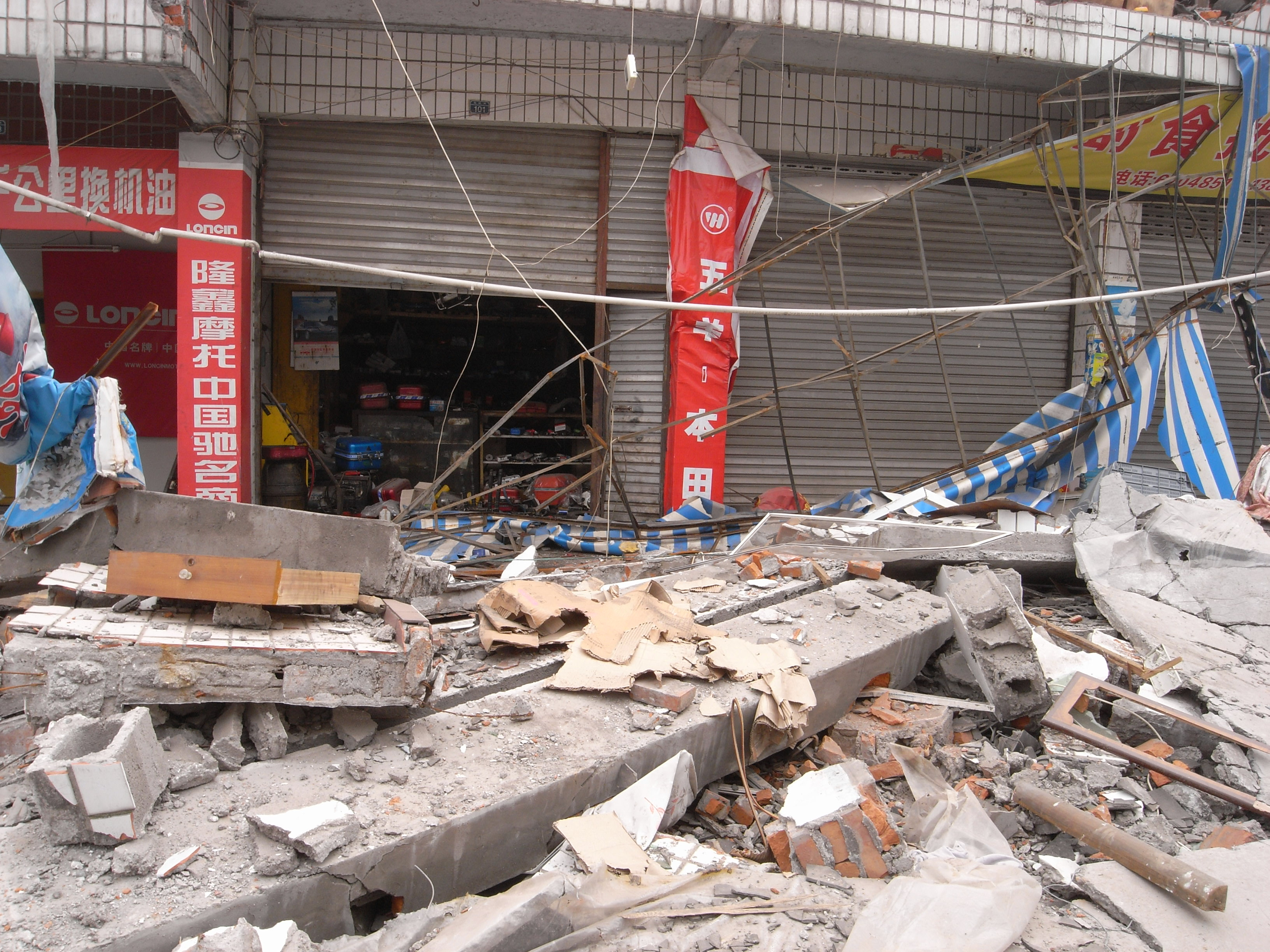
피해 현장

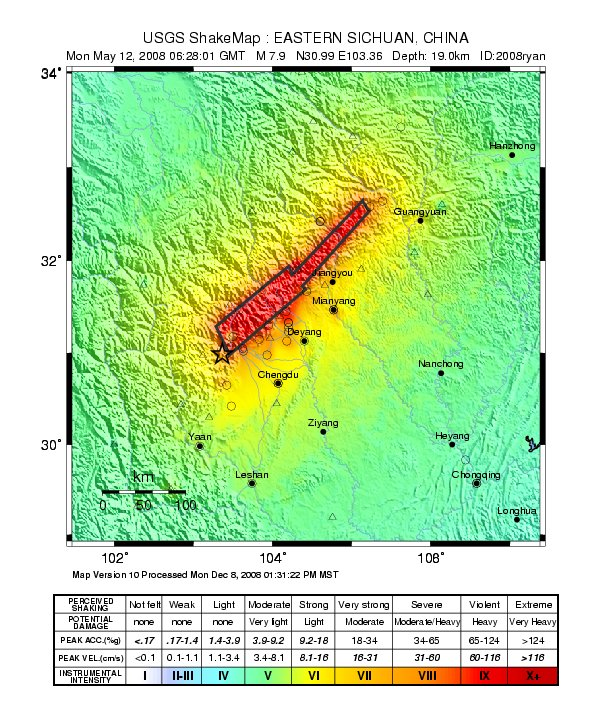
USGS의 진앙에 관한 지도

| 지역            | 지역                      | 집계된 사망자 수 |
| --------------- | ------------------------- | ---------------- |
| 쓰촨성          | 몐양                      | 21,963           |
| 쓰촨성          | 아바 티베트족 창족 자치주 | 20,256           |
| 쓰촨성          | 더양                      | 17,120           |
| 쓰촨성          | 광위안                    | 4,821            |
| 쓰촨성          | 청두                      | 4,276            |
| 쓰촨성          | 난충                      | 30               |
| 쓰촨성          | 예안                      | 28               |
| 쓰촨성          | 쑤이닝                    | 27               |
| 쓰촨성          | 지양                      | 20               |
| 쓰촨성          | 메이산                    | 10               |
| 쓰촨성          | 바중                      | 10               |
| 쓰촨성          | 가오즈 티베트족 자치주    | 9                |
| 쓰촨성          | 러산                      | 8                |
| 쓰촨성          | 네이장                    | 7                |
| 쓰촨성          | 다저우                    | 4                |
| 쓰촨성          | 량산 이족 자치주          | 3                |
| 쓰촨성          | 쯔궁                      | 2                |
| 쓰촨성          | 루저우                    | 1                |
| 쓰촨성          | 광안                      | 1                |
| 쓰촨성          | 쓰촨 성 전체              | 68,596           |
| 간쑤성          | 간쑤성                    | 365              |
| 산시성 (섬서성) | 산시성 (섬서성)           | 122              |
| 충칭            | 충칭                      | 18               |
| 허난성          | 허난성                    | 2                |
| 구이저우성      | 구이저우성                | 1                |
| 후베이성        | 후베이성                  | 1                |
| 후난성          | 후난성                    | 1                |
| 윈난성          | 윈난성                    | 1                |
| 총 사망자 수:   | 총 사망자 수:             | ≥69,130          |

## 구호 활동

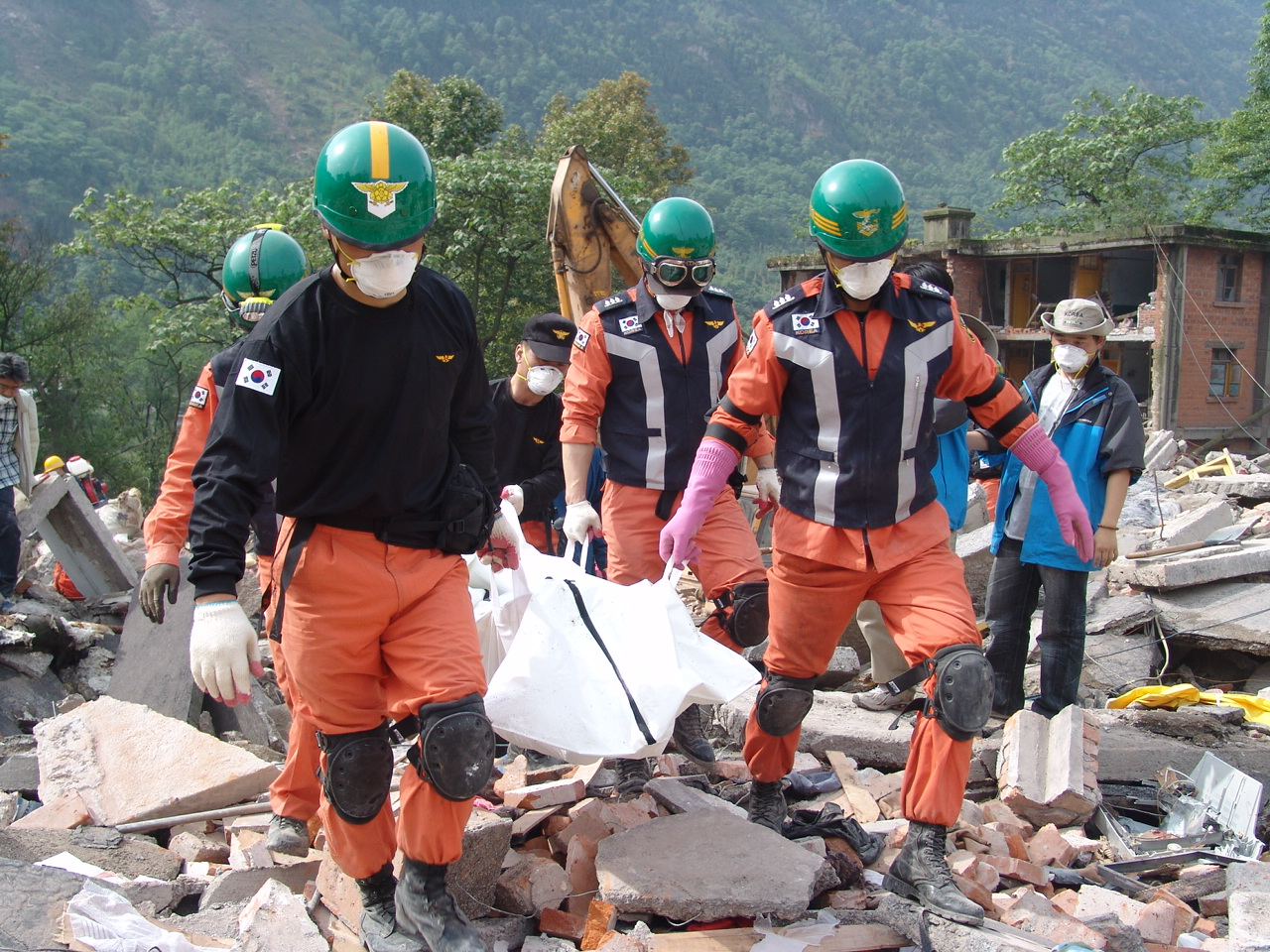
중앙119구조본부 구호 활동

중국 정부는 지진 발생 후 군 병력을 포함해 10만여 명의 구조대원과 의료진, 자원봉사자들을 현지로 급파해 구호 활동을 진행하고 있으며, 세계 각국에서도 지원금과 구호 인력을 지진 피해 지역으로 보내오고 있다. 당초, 중국 정부는 외국으로부터의 인적 지원의 접수를 거부하였으나, 5월 15일, 일본의 국제긴급원조대의 접수를 표명하였다. 이 원조대의 활동의 모습은 중국에서도 방영되어, 대일 이미지의 호전에도 기여한 것으로 보인다. 대한민국 정부는 5월 17일에 소방방재청 소속 119 구조대원 44명을 쓰촨 성 스팡 현으로 파견해 22일까지 구조 활동과 사체 발굴 작업을 지원했다. 기업과 시민단체에서는 구호물품이나 구조활동에 필요한 각종 장비들을 지진 피해 지역에 제공하고 성금을 모금하고 있으며, 21일에는 민간 의료단체에서 파견한 의료진 17명이 안 현의 이재민 구호소에서 의료 봉사 활동에 착수했다.
5월 24일 현재 중국 정부는 구조작업 위주의 구호 활동에서 재건과 복구작업에 비중을 두기 시작하고 있으며, 사실상 거주 기능을 상실한 베이촨 현의 경우에는 피해 복구를 포기하고 인근 지역에 새로운 도시를 건설할 예정이다. 그러나 전문가들은 피해 상황이 상당히 심각하여 복구 작업 완료에 수 년이 소요될 것으로 분석하고 있으며, 지진으로 매몰된 방사능 물질의 회수도 아직 완료되지 않고 있어 불안이 가중되고 있다.
이외에도 지진으로 형성된 자연호수가 범람 혹은 붕괴 위험에 놓여 있어 추가 재해 가능성도 우려되고 있다. 중국 정부는 인민해방군 폭파반을 동원해 유사시에 대비하고 있으며, 피해 예상 지역의 주민들을 안전지대로 피신시키고 있다.
중국 국무원은 2008년 5월19일부터 21일까지를 `전국 애도일'로 삼기로 결정하고 2009년부터는 매년 5월12일을 `전국재해방지 및 감소의 날'로 정했다.

## 같이 보기
- 탕산 대지진 - USGS에 따르면, 전 세계에서 최근 400년 이내의 최대 규모 지진이다. 중국에서 발생했다.